# فرانتیشک یاندا-سوک
فرانتیشک یاندا-سوک (چکی: František Janda-Suk; زاده ۲۵ مارس ۱۸۷۸ – ۲۳ ژوئن ۱۹۵۵ پرتاب‌گر دیسک اهل بوهم بود.
وی در مسابقات کشوری و بین‌المللی در مجموع برندهٔ ۱ مدال نقره شده‌است.